# Dioctria annulata
Dioctria annulata là một loài ruồi trong họ Asilidae. Dioctria annulata được Meigen miêu tả năm 1820. Loài này phân bố ở vùng Cổ Bắc giới.